# Milan (Illinois)
Milan és una població dels Estats Units a l'estat d'Illinois. Segons el cens del 2000 tenia 5.257 habitants.

## Demografia
Segons el cens del 2000, Milan tenia 5.348 habitants, 2.310 habitatges, i 1.457 famílies. La densitat de població era de 372,7 habitants/km².
Dels 2.310 habitatges en un 28,5% hi vivien nens de menys de 18 anys, en un 45,7% hi vivien parelles casades, en un 13,3% dones solteres, i en un 36,9% no eren unitats familiars. En el 31,1% dels habitatges hi vivien persones soles el 13,5% de les quals corresponia a persones de 65 anys o més que vivien soles. El nombre mitjà de persones vivint en cada habitatge era de 2,31 i el nombre mitjà de persones que vivien en cada família era de 2,88.
Per edats la població es repartia de la següent manera: un 23,3% tenia menys de 18 anys, un 9,6% entre 18 i 24, un 27,5% entre 25 i 44, un 24,7% de 45 a 60 i un 14,9% 65 anys o més.
L'edat mediana era de 38 anys. Per cada 100 dones de 18 o més anys hi havia 89,2 homes.
La renda mediana per habitatge era de 34.556 $ i la renda mediana per família de 43.802 $. Els homes tenien una renda mediana de 31.875 $ mentre que les dones 22.747 $. La renda per capita de la població era de 17.608 $. Aproximadament el 6,2% de les famílies i el 10,7% de la població estaven per davall del llindar de pobresa.

## Poblacions properes
El següent diagrama mostra les poblacions més properes.